# Ној Позерин
Ној Позерин (њем. Neu Poserin) општина је у њемачкој савезној држави Мекленбург-Западна Померанија. Једно је од 76 општинских средишта округа Пархим. Према процјени из 2010. у општини је живјело 569 становника. Посједује регионалну шифру (AGS) 13060055.

## Географски и демографски подаци
Ној Позерин се налази у савезној држави Мекленбург-Западна Померанија у округу Пархим. Општина се налази на надморској висини од 55 метара. Површина општине износи 47,3 km². У самом мјесту је, према процјени из 2010. године, живјело 569 становника. Просјечна густина становништва износи 12 становника/km².